# Rumania en la Copa Mundial de Rugby de 2015
La Selección de rugby de Rumania fue uno de los 20 participantes de la Copa Mundial de Rugby de 2015 que se realizó en Inglaterra.
Fue la octava participación de los Robles en la Copa Mundial de Rugby.

## Plantel
Equipo de 31 jugadores de Rumania para la Copa del Mundo de Rugby de 2015.
1 El 29 de septiembre, Vlad Nistor fue llamado al equipo para reemplazar a Ovidiu Tonita después de que se lesionase en el partido de Rumania con Irlanda.
| Posición       | Nombre               | Fecha de nacimiento      | Encuentros | Club               |
| -------------- | -------------------- | ------------------------ | ---------- | ------------------ |
| Hooker         | Eugen Căpățână       | 18 de junio de 1986      | 18         | Timișoara Saracens |
| Hooker         | Andrei Rădoi         | 21 de abril de 1987      | 50         | Timișoara Saracens |
| Hooker         | Otar Turashvili      | 14 de julio de 1986      | 25         | Colomiers          |
| Pilar          | Mihai Lazăr          | 3 de noviembre de 1986   | 51         | Castres            |
| Pilar          | Ion Paulică          | 10 de enero de 1983      | 74         | Perpignan          |
| Pilar          | Horațiu Pungea       | 18 de febrero de 1986    | 28         | Oyonnax            |
| Pilar          | Alexandru Țăruș      | 9 de mayo de 1989        | 9          | Timișoara Saracens |
| Pilar          | Andrei Ursache       | 10 de mayo de 1984       | 26         | Carcassonne        |
| Segunda línea  | Marius Antonescu     | 9 de agosto de 1992      | 10         | Tarbes             |
| Segunda línea  | Valentin Popîrlan    | 12 de junio de 1987      | 51         | Timișoara Saracens |
| Segunda línea  | Valentin Ursache     | 12 de agosto de 1985     | 63         | Oyonnax            |
| Segunda línea  | Johannes van Heerden | 12 de septiembre de 1986 | 5          | Baia Mare          |
| Ala            | Stelian Burcea       | 7 de octubre de 1983     | 53         | Timișoara Saracens |
| Ala            | Viorel Lucaci        | 30 de marzo de 1986      | 46         | Steaua București   |
| Ala            | Mihai Macovei (c.)   | 29 de octubre de 1986    | 67         | Colomiers          |
| N.º 8          | Daniel Carpo         | 26 de noviembre de 1984  | 54         | CSM București      |
| N.º 8          | Vlad Nistor          | 26 de marzo de 1994      | 14         | Castres            |
| Medio scrum    | Tudorel Bratu        | 23 de abril de 1991      | 1          | Dinamo             |
| Medio scrum    | Valentin Calafeteanu | 25 de enero de 1985      | 77         | Timișoara Saracens |
| Medio scrum    | Florin Surugiu       | 10 de diciembre de 1984  | 54         | CSM București      |
| Medio apertura | Dănuț Dumbravă       | 6 de agosto de 1981      | 73         | Steaua București   |
| Medio apertura | Michael Wiringi      | 1 de agosto de 1985      | 4          | Baia Mare          |
| Centro         | Csaba Gál            | 7 de marzo de 1985       | 88         | Cluj               |
| Centro         | Paula Kinikinilau    | 30 de agosto de 1986     | 5          | Timișoara Saracens |
| Centro         | Florin Vlaicu        | 26 de julio de 1986      | 85         | CSM București      |
| Wing           | Adrian Apostol       | 11 de marzo de 1990      | 22         | Baia Mare          |
| Wing           | Ionuț Botezatu       | 5 de mayo de 1987        | 31         | Baia Mare          |
| Wing           | Florin Ioniță        | 5 de abril de 1990       | 18         | Steaua București   |
| Wing           | Mădălin Lemnaru      | 26 de marzo de 1989      | 30         | Timișoara Saracens |
| Zaguero        | Cătălin Fercu        | 5 de septiembre de 1986  | 84         | Saracens           |
| Zaguero        | Sabin Strătilă       | 27 de marzo de 1995      | 1          | Steaua București   |

## Partidos de preparación
- Rumania participó en la Nations Cup 2015 como preparación al torneo.

| 14 de agosto de 2015 | Leeds Tykes | 10 - 10 | Rumania |  |  |

| 21 de agosto de 2015 | Edinburgh Rugby | 31 - 16 | Rumania |  |  |

| 5 de septiembre de 2015 | Rumania | 16 - 21 | Tonga |  |  |

## Participación

### Grupo D
| Posición | Selección | Partidos | Partidos | Partidos  | Partidos | Tries a favor | Tantos  | Tantos    | Tantos     | Puntos extra | Puntos |
| Posición | Selección | jugados  | ganados  | empatados | perdidos | Tries a favor | a favor | en contra | diferencia | Puntos extra | Puntos |
| -------- | --------- | -------- | -------- | --------- | -------- | ------------- | ------- | --------- | ---------- | ------------ | ------ |
| 1        | Irlanda   | 4        | 4        | 0         | 0        | 16            | 134     | 35        | 99         | 2            | 18     |
| 2        | Francia   | 4        | 3        | 0         | 1        | 12            | 120     | 63        | 57         | 2            | 14     |
| 3        | Italia    | 4        | 2        | 0         | 2        | 7             | 74      | 88        | -14        | 2            | 10     |
| 4        | Rumania   | 4        | 1        | 0         | 3        | 7             | 60      | 129       | -69        | 0            | 4      |
| 5        | Canadá    | 4        | 0        | 0         | 4        | 7             | 58      | 131       | -73        | 2            | 2      |

| 23 de septiembre de 2015 | Francia | 38 - 11 (17-6) | Rumania                                        | Olympic Stadium, Londres,                                           |                                                                     |
| 20.00h GMT               | Tries: Guitoune 30'c, 66'c Nyanga 34'c Fofana 69'c Fickou 79'c Conversiones: Parra (3/3) Kockott (2/2) Penales: Parra 8' | Reporte        | Tries: V. Ursache 74' Penales: Vlaicu 20', 40' | Asistencia: 50.626 espectadores Árbitro(s): Jaco Peyper (Sudáfrica) | Asistencia: 50.626 espectadores Árbitro(s): Jaco Peyper (Sudáfrica) |

| 27 de septiembre de 2015 | Irlanda | 44 - 10 (18-3) | Rumania                                                                | Wembley Stadium, Londres,                                             |                                                                       |
| 16.45h GMT               | Tries: Bowe 19'c, 62'c Earls 29', 44'c R. Kearney 65' Henry 74'c Conversiones: Madigan (4/6) Penales: Madigan 8', 18' | Reporte        | Tries: Tonita 78'c Conversiones: Vlaicu (1/1) Penales: Calafeteanu 11' | Asistencia: 89.267 espectadores Árbitro(s): Craig Joubert (Sudáfrica) | Asistencia: 89.267 espectadores Árbitro(s): Craig Joubert (Sudáfrica) |

| 6 de octubre de 2015 | Canadá                                                                                                  | 15 - 17 (8-0) | Rumania                                                                  | Leicester City Stadium, Leicester,                                    |                                                                       |
| 16:45 GMT            | Tries: Van Der Merwe 33' Hassler 44'c Conversiones: Mc Rorie (0/1) Hirayama (1/1) Penales: Mc Rorie 11' | Reporte       | Tries: Macovei 53'c, 74'c Conversiones: Viaicu (2/2) Penales: Viaicu 78' | Asistencia: 27.153 espectadores Árbitro(s): Wayne Barnes (Inglaterra) | Asistencia: 27.153 espectadores Árbitro(s): Wayne Barnes (Inglaterra) |

| 11 de octubre de 2015 | Italia                                                                                             | 32 - 22 (22-3) | Rumania                                                                              | Sandy Park, Exeter,                                                |                                                                    |
| 14.30h GMT            | Tries: Sarto 10' Gori 24'c Allan 39'c Zanni 46'c Conversiones: Allan (3/4) Penales: Allan 16', 70' | Reporte        | Tries: Apostol 66'c, 79' Popirlan 75'c Conversiones: Vlaicu (2/3) Penales: Vlaicu 5' | Asistencia: 11.450 espectadores Árbitro(s): Romain Poite (Francia) | Asistencia: 11.450 espectadores Árbitro(s): Romain Poite (Francia) |